# Рождественская песнь (картина)
«Рождественская песнь» — картина английского художника-прерафаэлита Данте Габриэля Россетти, созданная в 1874 году.
Ранее (в 1857—58 годах) Россетти уже создал работу с таким же названием, но в иной технике и композиции. Натурщицей для картины стала не столь часто появлявшаяся на его работах Эллен Смит. Россетти увидел Смит на Челси стрит в 1863 году. Красота Эллен отличалась от привычных натурщиц с работ Россетти, хотя её округлые черты лица и полные губы имели некоторое сходство с Фанни Корнфорт, красота которой, по мнению Россетти, к тому времени начала увядать. В отличие от Джейн Моррис, Алексы Уайлдинг и Рут Герберт, обладавшими острыми и характерными чертами лица и позировавших для типажей роковых женщин, Эллен Смит обладала более мягкими и чувственными чертами лица.

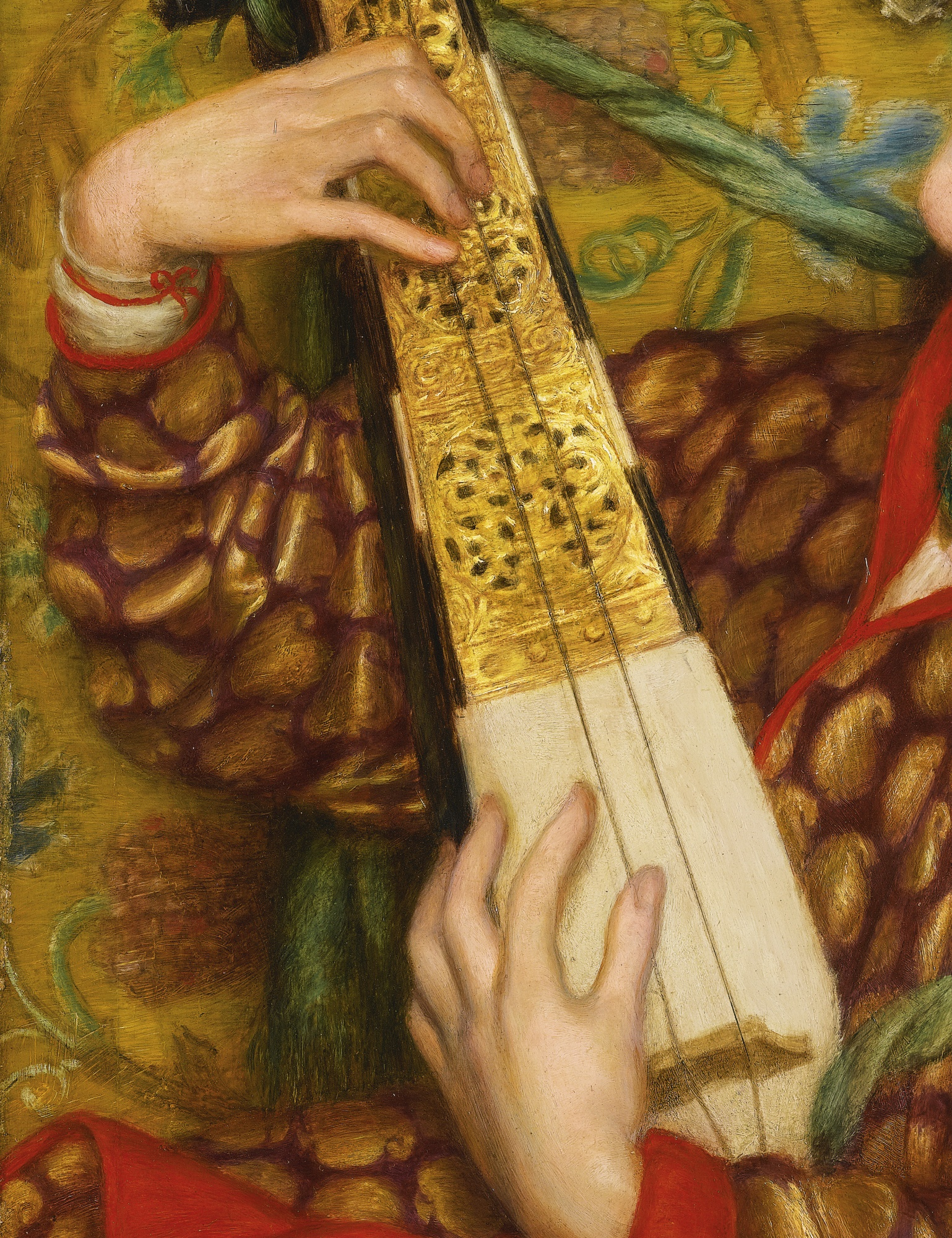
Восточный музыкальный инструмент, изображённый на картине, принадлежал самому Россетти

Ассистент Россетти Генри Треффри Данн описывал эту картину как «Девушка в блестящей восточной одежде малинового цвета с узором из золотой нитей, играющая на струнном инструменте и поющая Hodie Jesu Christus natus est Hallelujah». Строка из песни о рождении Христа начертана на раме картины. Строки взяты из одной из колядок, которые Россетти собирал, записывал и переводил со среднеанглийского языка.
«Рождественская песнь» открывает серию женских портретов с музыкальными инструментами и схожей композицией (женщины изображены по пояс и в объёмных одеждах); за ней далее последовали музыкальные портреты «La Mandolinata», «La Ghirlandata» «Вероника Веронезе», «Морские чары» и другие. Связь женской красоты, музыки и экзотической одежды и деталей декора была одной из отличительных черт нового художественного стиля Британии 1860-х и 1870-х годов, в котором сочетались элементы эпохи Возрождения, восточного искусства и классики. Центральным образом на полотнах художников стала женщина-музыкант, отрешённая задумчивости и своей игре; при этом сама музыка может быть как романтичной, так и трагичной (как на портрете Россетти «Римская вдова»); художник стремился создать своей работой настроение, вызванное неслышимой музыкой. Восточная мандолина с двумя струнами принадлежала самому Россетти; этот инструмент уже появлялся на его других произведениях. Платье Эллен Смит уже появлялось на ней же на картине Россетти «Возлюбленная». 
Картина несколько раз меняла владельцев. В 2013 году она была продана на аукционе Сотбис.